# Станіславський повіт (СРСР)
Станіславський повіт — історична адміністративна одиниця на західноукраїнських землях, що входила до складу УРСР у 1939—1940 роках. Адміністративним центром було місто Станіслав.

## У складі СРСР
19 вересня 1939 року більшовицькі війська повністю зайняли територію повіту. 27 листопада 1939 р. повіт включений до складу новоутвореної Станіславської області. Як адміністративна одиниця повіт скасований у січні 1940 р. у зв'язку з переформатуванням території на 5 районів — кожен із кількох колишніх ґмін:
- Галицький район — із ґмін Галич, Боднарів і Блюдники,
- Жовтневий район — із ґмін Єзупіль, Деліїв і Маріямпіль,
- Станіславський район — із ґмін Пасічна й Угорники,
- Лисецький — із ґмін Лисець і Черніїв,
- Богородчанський район — із ґмін Богородчани, Богородчани Старі й Ляхівці.